# Saint-Hilaire-du-Bois, Charente-Maritime
Saint-Hilaire-du-Bois är en kommun i departementet Charente-Maritime i regionen Nouvelle-Aquitaine i västra Frankrike. Kommunen ligger  i kantonen Mirambeau som ligger i arrondissementet Jonzac. År 2022 hade Saint-Hilaire-du-Bois 298 invånare.

## Befolkningsutveckling
Antalet invånare i kommunen Saint-Hilaire-du-Bois
Referens:INSEE